# Mohammad Ebrahim Ardjomandi
Mohammad Ebrahim Ardjomandi (anhörenⓘ; * 1. April 1932 in Lar, Iran; † 11. August 2023) war ein iranisch-deutscher Psychoanalytiker, Gruppenanalytiker und Facharzt für Psychiatrie, Neurologie und Psychotherapeutische Medizin in Göttingen.
Ardjomandi war Leiter des Funktionsbereichs klinische Psychotherapie am Niedersächsischen Landeskrankenhaus Tiefenbrunn. Forschungstätigkeit mit Schwerpunkten auf der Ethnopsychoanalyse des (schiitischen) Islam, der psychoanalytische Psychotherapie iranischer Patienten und zu Fragen der Migration, Herausgeber des Jahrbuches für Gruppenanalyse und ihre Anwendungen, leitet Gruppen und lehrt bei den Workshops der Internationalen Arbeitsgemeinschaft für Gruppenanalyse in Altaussee.

## Publikationen
- Destruktivität und Versöhnung im schiitischen Islam. In: E. Herdieckerhoff, D. Ekesparre, R. Elgeti, C. Marahrens-Schürg (Hrsg.): Hassen und Versöhnen. Psychoanalytische Erkundungen. Vandenhoeck & Ruprecht, Göttingen 1990, S. 121–137.
- Macht und Ohnmacht der therapeutischen Gruppe und des Leiters bei Live-Demonstration von Gruppen. In: Gruppenpsychotherapie und Gruppendynamik. 27, Vandenhoeck & Ruprecht, Göttingen 1991, S. 100–110.
- mit U. Streek: Bewegungsstörungen als seelische Stütze. In: H.-G. Willert, G. Wetzel-Willert (Hrsg.): Psychosomatik in der Orthopädie. Bern. Hans Huber, Stuttgart/Toronto 1991, S. 210–214.
- mit F. Leichsenring: Gibt es borderline-verdächtige Symptome? In: Gruppenpsychotherapie und Gruppendynamik. 28, Vandenhoeck & Ruprecht, Göttingen 1992, S. 29–39.
- Die fremde Kultur der Schiiten. Scham, Schuld und Narzissmus in der psychoanalytischen und psychotherapeutischen Behandlung von Iranern. In: U. Streeck (Hrsg.): Das Fremde in der Psychoanalyse. Erkundungen über das „Andere“ in Seele, Körper und Kultur. J. Pfeiffer, München 1993, S. 65–77.
- Der Ausgang des ödipalen Konfliktes im persisch-sprachigen Raum. In: R. Rohner, W. Köpp (Hrsg.): Das Fremde in uns, die Fremden bei uns : Ausländer in Psychotherapie und Beratung. Roland Asanger, Heidelberg 1993, S. 43–53.
- Der fremde Gruppenanalytiker und die gruppenanalytische Kultur. In: Gruppenanalyse. 2, Mattes Verlag, Heidelberg 1993, S. 1–18.
- Die Arbeitsgemeinschaft für die Anwendung der Psychoanalyse in Gruppen Göttingen e.V. – Geschichte und Arbeitsweise. In: Gruppenanalyse. 2, Mattes Verlag, Heidelberg 1994, S. 105–117.
- Vom ausgesetzten Kind. In: U. Streeck, K. Bell (Hrsg.): Die Psychoanalyse schwerer psychischer Erkrankungen. Konzepte, Behandlungsmodelle, Erfahrungen. Pfeiffer, München, 1994, S. 101–111.
- mit A. Dally und Y. Kühn: Und plötzlich war die Mauer weg....Die „Wiedervereinigte Großgruppe“ in der psychotherapeutischen Klinik. In: Gruppenanalyse. 1, Mattes, Heidelberg 1994, S. 97–113.
- Die inneren und die äußeren Grenzen. In: K. Bell, K. Höhfeld (Hrsg.): Psychoanalyse im Wandel. Psychosozial-Verlag, Gießen 1994, S. 46–55.
- M. E. Ardjomandi, A. Dally, D. Gerau, Y. Kühn: Analytische Gruppenpsychotherapie in der Klinik – Modifikationen und Interventionsstile. In: M. E. Ardjomandi, A. Berghaus, W. Knauss (Hrsg.): Jahrbuch für Gruppenanalyse und ihre Anwendungen. Mattes, Heidelberg 1995, S. 107–120.
- Die Faszination der Gewalt. Über die gebrochene Identität der „aufgeklärten“ iranischen Frau. In: K. Bell, K. Höhfeld (Hrsg.): Aggression und seelische Krankheit. Psychosozial, Gießen, 1996, S. 167–192.
- Migration – ein Trauma? In: A.-M. Schlösser, K. Höhfeld (Hrsg.): Trauma und Konflikt. Psychosozial-Verlag, Gießen 1998, S. 309–322.
- mit U. Streek: Migration – Trauma und Chance. In: D. Kiesel, H. v. Lüpke (Hrsg.): Vom Wahn und vom Sinn. Krankheitskonzepte in der multikulturellen Gesellschaft. Brandes & Apsel, Frankfurt am Main, S. 53–69.
- Der Ausgang des ödipalen Konfliktes im iranischen Kulturraum und seine Auswirkungen auf die analytische Psychotherapie iranischer Patienten. In: K. Rodewig (Hrsg.): Identität. Integration und psychosoziale Gesundheit. Aspekte transkultureller Psychosomatik und Psychotherapie. Psychosozial-Verlag, Gießen 2000, S. 107–148.
- Destruktivität und Versöhnung im Islam. Eine kulturanalytische Rückschau. In: M. Klöpper, R. Lindner (Hrsg.): Destruktivität. Wurzeln Gesichter. Vandenhoeck & Ruprecht, Göttingen, S. 83–107.
- Von der Chance, bikulturell (auf-)zuwachsen. In: M. J. Froese, C. Seidler (Hrsg.): Leben im Übergang. 2, edition bodoni, Berlin 2001, S. 40–57.